# ŠK Partizán Bardejov
Športvý klub Partizán Bardejov ist ein slowakischer Fußballverein aus Bardejov, einer Stadt aus der Region Prešovský kraj.

## Geschichte
Der Verein wurde 1922 unter dem Namen BSC Bardejov gegründet. Ab 1994/95 spielte der Klub fünf Jahre in der 1. Liga und seit der Saison 2012/13 in der 2. Liga. Seine Heimspiele trägt die Mannschaft im Mestský štadion Bardejov mit einer Kapazität von 3.435 Zuschauern aus.

## Namensänderungen
- 1922 – BSC Bardejov (Bardejovský sportovni club Bardejov)
- 1932 – ŠK Bardejov (Športový klub Bardejov)
- 1949 – JTO Sokol OSK Bardejov (Jednorná telovýchovná organizácia Sokol OSK Bardejov)
- 1951 – JTO Sokol ČSSZ Bardejov (Jednotá telovýchovná organizácia Sokol Československé stavebné závody Bardejov)
- 1953 – DŠO Slavoj Bardejov (Dobrovoľná športová organizácia Slavoj Bardejov)
- 1957 – TJ Slavoj Bardejov (Telovýchovna jednota Slavoj Bardejov)
- 1961 – TJ Partizán Bardejov (Telovýchovna jednota Partizán Bardejov)
- 1992 – BSC JAS Bardejov (Bardejovský sportovni club JAS Bardejov)
- 2001 – BŠK Bardejov (Bardejovský športový kluv Bardejov)
- 2005 – MFK Bardejov (Mestský futbalový klub Bardejov)
- 2008 – ŠK Partizán Bardejov (Športový klub Partizán Bardejov)

## Erfolge
- 1993/94 – Meister 2. Liga

## Frauen
Die 2012 gegründete Damenmannschaft konnte in der Saison 2016/17 erstmals die slowakische Meisterschaft feiern. In der folgenden Women’s Champions League scheiterte man bereits in der Qualifikationsrunde. 2016 und 2017 wurden die Frauen außerdem nationaler Pokalsieger.

### UEFA Women’s Champions League
| Wettbewerb                            | Runde                              | Gegner               | Spiel |
| ------------------------------------- | ---------------------------------- | -------------------- | ----- |
| UEFA Women’s Champions League 2017/18 | Qualifikation - Gruppe 1 in Tiflis | Gintra Universitetas | 0:4   |
| UEFA Women’s Champions League 2017/18 | Qualifikation - Gruppe 1 in Tiflis | Konak Belediyespor   | 1:5   |
| UEFA Women’s Champions League 2017/18 | Qualifikation - Gruppe 1 in Tiflis | FC Martve Kutaisi    | 3:0   |